# Максы
Максы — село в Сараевском районе Рязанской области России, входит в состав Муравлянского сельского поселения.

## Географическое положение
Село расположено в 11 км на северо-восток от центра поселения села Муравлянка и в 28 км на восток от райцентра посёлка Сараи.

## История
Максы в качестве села с церковью св. муч. Параскевы, нарицаемой Пятницей, упоминается в окладных книгах 1676 года. Существовавшая в селе Максах деревянная Пятницкая церковь была построена в 1799 году. В 1806 г. дозволено было в новоустроенной церкви, вместо обветшавшего, поставить новый иконостас. В феврале 1807 года благочинный доносил Консистории, что в Пятницкой церкви новый иконостас сооружен, но еще не освящен, вследствие чего Консистория предписала благочинному вновь сооруженный иконостас освятить. В 1815 году бывшее близ церкви кладбище дозволено было, по просьбе помещика И. Дмитрева, перенести на то место, где оно находится ныне. 
В XIX — начале XX века село входило в состав Высоковской волости Сапожковского уезда Рязанской губернии. В 1906 году в селе было 211 дворов.
С 1929 года село являлось центром Максовского сельсовета Сараевского района Рязанского округа Московской области, с 1937 года — в составе Рязанской области, с 2005 года — в составе Муравлянского сельского поселения.
До 2011 года в селе работала Максовская основная общеобразовательная школа.

## Население
| 1859 | 1897  | 1906  | 2010 |
| ---- | ----- | ----- | ---- |
| 878  | ↗1606 | ↘1571 | ↘278 |

## Инфраструктура
В селе имеются дом культуры, фельдшерско-акушерский пункт, почтовое отделение.

## Достопримечательности
В селе находится действующая Церковь Параскевы Пятницы (2001).